# Meigenia maesta
Meigenia maesta là một loài ruồi trong họ Tachinidae.